# Nova Bukovica
Nova Bukovica est un village et une municipalité située dans le comitat de Virovitica-Podravina, en Croatie. Au recensement de 2001, la municipalité comptait 2 096 habitants, dont 81,15 % de Croates et 14,60 % de Serbes et le village seul comptait 872 habitants.

## Localités
La municipalité de Nova Bukovica compte 8 localités :
| - Bjelkovac - Brezik - Bukovački Antunovac - Dobrović | - Donja Bukovica - Gornje Viljevo - Miljevci - Nova Bukovica |